# La Bâtie-Montsaléon
La Bâtie-Montsaléon ist eine französische Gemeinde im Département Hautes-Alpes in der Region Provence-Alpes-Côte d’Azur. Sie gehört zum Kanton Serres im Arrondissement Gap.

## Geographie
Die Gemeinde grenzt im Nordosten an Chabestan, im Südosten an Savournon, im Südwesten an Serres, im Westen an Sigottier und im Nordwesten an Aspremont.
La Bâtie-Montsaléon wird vom Fluss Petit Buëch durchquert. Hier mündet auch sein Zufluss Maraise.

## Bevölkerungsentwicklung
| Jahr      | 1962 | 1968 | 1975 | 1982 | 1990 | 1999 | 2008 | 2012 |
| --------- | ---- | ---- | ---- | ---- | ---- | ---- | ---- | ---- |
| Einwohner | 154  | 134  | 132  | 134  | 137  | 136  | 200  | 220  |

## Sehenswürdigkeiten
- Himmelfahrts-Kirche (Église de l’Assomption), Monument historique
- Château de La Bâtie-Montsaléon

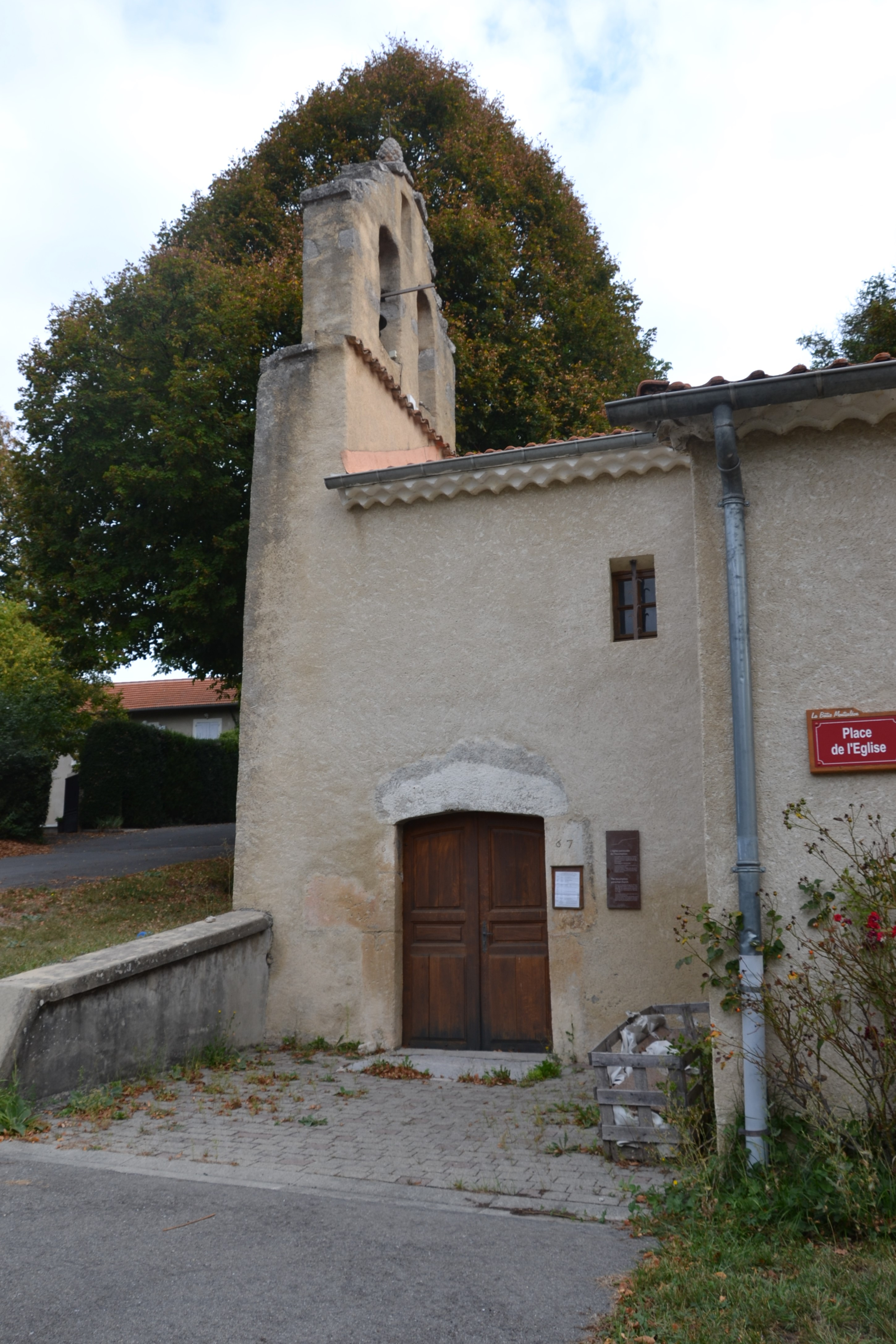
Himmelfahrts-Kirche
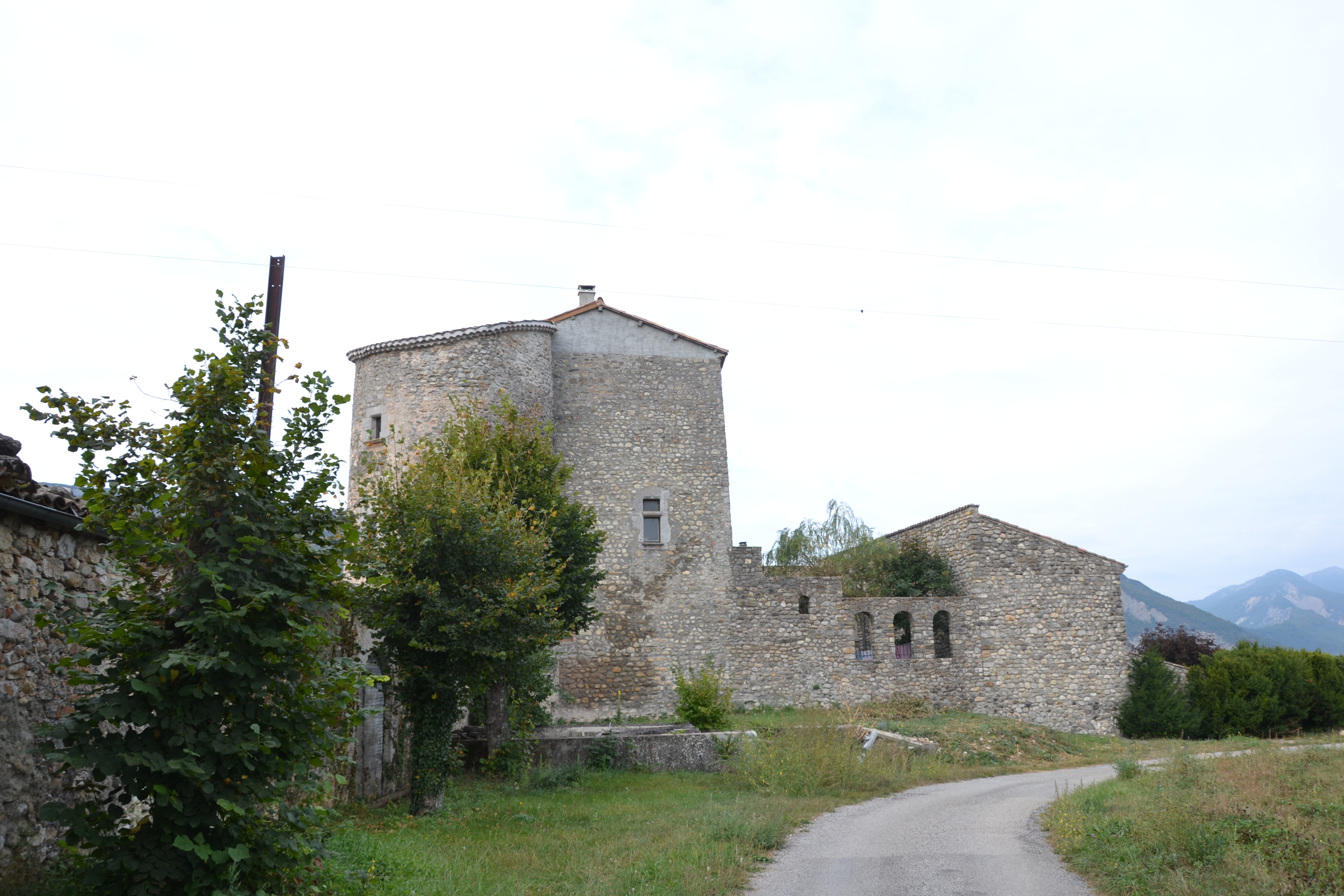
Château de La Bâtie-Montsaléon